# Судаков, Станислав Николаевич
Станисла́в Никола́евич Судако́в (3 апреля 1934, Куйбышев, СССР — 14 июля 2009 Самара, Россия) — советский футболист, защитник.

## Карьера
Выпускник куйбышевской команды «Локомотив» (тренер Александр Чистов). Свою футбольную карьеру начал в армии, где он играл за динамовцев Батуми в первенстве Грузии и сборной Закавказского военного округа. В 1958 году Судаков попал в куйбышевские «Крылья Советов», которые тогда выступали в классе «А». Его дебют пришёлся на игру с «Динамо» в Москве. В следующем сезоне он рассматривался как игрок основного состава, но из-за ошибок был переведен в дубль.
В 1960 году защитника пригласил в ивановский «Текстильщик» тренер Михаил Сушков. Параллельно с выступлениями за команду Судаков окончил Ивановский государственный педагогический институт и получил квартиру в городе. Но после окончания карьеры он вернулся в Куйбышев. Долгое время работал детским тренером-преподавателем.
Долгое время он работал в СГАУ, где тренировал сборную вуза.
Скончался 14 июля 2009 года.